# Ventrículos laterales
Los ventrículos laterales son parte del sistema ventricular del cerebro. Clasificados como parte del telencéfalo, son los ventrículos más grandes. Conectan con el tercer ventrículo mediante el foramen ventricular. 
Porción central. Está  entre el agujero de Monro y el rodete del cuerpo calloso
La cara superior o techo se halla constituida por el cuerpo calloso.
Su cara interna está formada por la parte posterior del septum lúcidum y por parte del trígono en su porción adherente al cuerpo calloso.
En su cara inferior o suelo se encuentran el cuerpo del núcleo caudado y por dentro de él el surco optoestriado con la vena talamoestriada y las cintilla semicircular; más adentro se observa una porción del tálamo óptico, y aún más adentro el plexo coroideo lateral y el borde del trígono cerebral. 
Esta porción del ventrículo carece de cara externa, que se halla representada por el ángulo que forma el núcleo caudado con el cuerpo calloso al introducirse al hemisferio cerebral.
Cuerno frontal o prolongación anterior. Está entre el agujero de Monro y el polo frontal y se prolonga en el interior del lóbulo frontal hasta 3 cm por atrás de su polo punto está constituido por 3 paredes. 
Pared superior o bóveda: Está formada por las fibras del cuerpo callos o que de la rodilla van a la corteza frontal originando el fórceps menor. 
Pared inferior: se halla constituida hacia fuera por una superficie convexa perteneciente al saliente que forma la cabeza del núcleo caudado, por dentro de ella existe una superficie perteneciente a la rodilla del cuerpo calloso, qué forma con la anterior un ángulo abierto hacia arriba y adentro. 
Pared interna: está formada por el septum lúcidum.
El límite posterior de esta prolongación corresponde al agujero de monro que comunica al ventrículo lateral con el ventrículo medio, está limitado por el polo anterior del tálamo óptico por atrás y por el pilar anterior del trígono por delante. Por el agujero de Monro pasa el plexo coroides del ventrículo lateral para continuarse con el plexo coroides del tercer ventrículo, hacia atrás se continúa por el interior del cuerno inferior del ventrículo lateral, dando la apariencia de encontrarse libre y flotante en la cavidad ventricular, aunque está envuelto por la membrana ependimaria. El plexo vascular es extraependimario.

Animación rotativa del sistema ventricular formado por cuatro ventrículos. Los ventrículos están resaltados en azul.

Cuerno occipital o prolongación posterior. Es una cavidad que a partir de la encrucijada ventricular se dirija hacia atrás, así el interior del lóbulo occipital y en este trayecto presenta mercada conexidad externa.
La pared superoexterna está formada por el tapetum occipital del cuerpo calloso y por las radiaciones ópticas. 
La pared inferointerna presenta dos eminencias anteroposteriores superpuestas. El saliente superior denominado bulbo del cuerpo posterior está formado por el fórceps constituido a su vez por las fibras del cuerpo calloso.
El saliente inferior llamado espolón de Morand es producido por la imaginación que sufren la pared ventricular por la depresión profunda debida a la cisura calcarina. 
Cuerno temporal o prolongación inferior.
Parte de la encrucijada ventricular, bordea el tálamo óptico y el pedúnculo cerebral, para introducirse en el lóbulo temporal donde termina a 2 cm del polo temporal. 
Pared superoexterna o techo: está formada por el tapetum esfenoidal del cuerpo calloso y en su extremo anterior presenta una eminencia determinada por un conglomerado de sustancia gris que corresponde al núcleo amigdalino. En esta cara se encuentra la cola del núcleo caudado que se prolonga por el techo ventricular hasta el núcleo amigdalino, y por dentro de ellos se observa la estría o cintilla semicircular
pared inferointerna constituida por un saliente denominado asta de Ammón (hipocampo mayor), por dentro del cual se encuentra el cuerpo franjeado o fimbria. 
Asta de Ammón: Es un saliente que se extiende en Toda la longitud de la prolongación ventricular. 
>Presente en su extremidad anterior está la cabeza (pie del hipocampo). 
>Su extremidad posterior se adelgaza formando la cola que unida al cuerpo franjeado se continúa con el pilar posterior del trígono cerebral.
>En su borde externo se observa un saliente alargado que se llama eminencia colateral; corresponde al surco que separa la cuarta de la quinta circunvolución temporal.
>Su borde interno está en relación con el cuerpo franjeado. 
Cuerpo franjeado o fimbria: Es una lámina de sustancia blanca que se continúa por fuera con el asta de Ammón, hacia adelante con la sustancia blanca del uncus y hacia atrás lo hace con el pilar posterior del trígono. 
El plexo vascular está revestido por una capa ependimaria, que al arrancarse pondría en comunicación el ventrículo lateral con el espacio subaracnoideo. Esta capa ependimaria se fija en el cuerpo franjeado y se prolonga por el techo del cuerpo esfenoidal hasta alcanzar la cintilla semicircular. Al continuarse hacia atrás envuelve al paquete vascular de los plexos coroides y llega a la porción central del ventrículo lateral donde se fija en el trígono cerebral y en el tálamo óptico. 
Por dentro del cuerpo franjeado y en su borde inferior se observa una franja más o menos festoneada que lleva el nombre de cuerpo dentado. Este se continúa hacia atrás con la fasciola cinérea, la cual se prolonga por los tractos de Lancisi. Al continuarse después estos con la cinta diagonal, van a terminar en la extremidad anterior de la circunvolución del hipocampo. Punto donde se inició el cuerpo dentado; constituyen en conjunto, con las formaciones anteriores, los vestigios de una circunvolución atrofiada colocada por dentro de la circunvolución límbica llamada circunvolución intralímbica.

## Implicaciones clínicas
El volumen de los ventrículos crece con la edad. También se encuentran aumentados en algunas condiciones neurológicas, y pacientes con esquizofrenia, trastorno bipolar y enfermedad de Alzheimer tienen un tamaño sobre el promedio.